# Huy Thượng
Huy Thượng là một xã thuộc huyện Phù Yên, tỉnh Sơn La, Việt Nam.
Xã có diện tích 64,54 km², dân số năm 1999 là 3.992 người, mật độ dân số đạt 62 người/km².